# Hydropectis
Hydropectis là một chi thực vật có hoa trong họ Cúc (Asteraceae).

## Loài
Chi Hydropectis gồm các loài: